# آلقو (بناب)
آلقو یا اولگو (oulgo) یکی از روستاهای استان آذربایجان شرقی است که در دهستان بناجوی شمالی بخش مرکزی شهرستان بناب واقع شده‌است.این روستا ۱۷۱۰ نفر جمعیت دارد.و یکی از ساکنان آنجا رشید عامو است که بعد از چند سال به آنجا باز گشت.